# 1.FCデューレン
1.FCデューレン（1. FC Düren）こと1.フースバル＝クルプ・デューレン e.V.（ドイツ語: 1. Fußball-Club Düren e.V.）は、ドイツ・ノルトライン＝ヴェストファーレン州デューレンに本拠地を置くサッカークラブ。

## 歴史
1908年にFC 08ニーデラウ＝クラウトハウゼン（FC 08 Niederau-Krauthausen）として設立されたクラブが源流に当たる。後にFCデューレン＝ニーデラウ（FC Düren-Niederau）に改称した。
2017年11月30日にデューレン＝ニーデラウのサッカー部門がFCデューレンとして独立した。
2018年4月25日にSG GFCデューレン99を吸収する事が発表され、同年6月25日付で合併した。このシーズン、両クラブはともに6部リーグに所属していたが、旧ニーデラウ側はリーグ3位で終えたものの、GFC側が首位で終えたため、翌シーズンはドイツ5部のオーバーリーガに昇格して迎える事となった。
2021‐2022年シーズンは1位となり、翌シーズンをドイツ4部のレギオナルリーガに昇格となった。

## 本拠地
本拠地はデューレンにあるヴェストカンプフバーンで、収容人数6000人である。1914年8月9日に開業し、2014年にリノベーションが行われた。元々はSG GFCデューレン99側が本拠地としていたスタジアムである。

## 歴代所属選手
- 上月壮一郎 2022
- 蛭子順平　2018-2020